# Дольше жизни
«Дольше жизни» — документальный фильм Дарьи Виолиной и Сергея Павловского о детях, чьи родители в сталинские времена были репрессированы или расстреляны. О тех, кто посвятил свою жизнь в честь памяти родителей и тысяч других невинно пострадавших людей, которые стали жертвами эпохи Большого террора. Это второй фильм дилогии. Первая часть называется «Мы будем жить» и посвящена она женам «врагов народа» — узницам Акмолинского лагеря жен изменников Родины (АЛЖИР).
В фильм «Дольше жизни» авторы рассказывают о трагических страницах нашей истории через судьбы конкретных людей. Сегодня говорить об этом не очень модно, и тем более ценно узнавать правду из первых уст. Это фильм о тех, кто выжил, выстоял, не отрекся и ничего не забыл…

## Сюжет
Картина условно разделена на три главы: «Слезы матерей», «Могилы отцов», «Память поколений».
Фильм начинается с волнующего кадра: памятник на месте лагеря АЛЖИР, красная звезда, символично расколотая тюремной решеткой. За кадром звучит песня «Плачут дети, даже мамы плачут иногда…» в исполнении Азария Плисецкого, который ребёнком содержался в лагере вместе с мамой. Он тоже один из героев фильма «Дольше жизни».
Весь фильм — история невероятных судеб, воспоминания и рассказы детей, выросших за колючей проволокой. Среди них — Чингиз Айматов, Тамара Петкевич, Азарий Плисецкий, Майя Кляшторная, Валентин Муравский и другие. Вспоминают о жизни в лагерном детском доме, как услышали первую колыбельную в их жизни, как воспитывали из них верных ленинцев, заставляли забыть о своих корнях и родителях. Как, спустя годы, встречали вместо своих молодых мам измученных и почти неузнаваемых женщин.
В конце картины вместе с авторами фильма, мы побываем в мемориалах, созданных уже в 1990-е годы. В тех местах, где когда-то расстреливали людей, теперь установлены памятные знаки, открыты музеи и памятники. В дни памяти жертв репрессий на территории России и всего бывшего СССР проходят митинги и читают имена невинно погибших. В картине мы увидим Лубянскую площадь в Москве и Левашово под Петербургом, минские «Куропаты» и Ата-Бейит в Киргизии, «Медное» в Твери и музей КАРЛАГа в Казахстане.

## Премьера
Официальная премьера фильма состоялась 30 октября 2013 года на телеканале «КУЛЬТУРА» (в 21:35). Также премьера состоялась в столичном киноклубе «Эльдар» при огромной поддержке прессы и ВИП-гостей.

## Награды
- Гран-при международного Кинофестиваля «Сталкер» за лучший документальным фильм.[2]
- Золотая медаль «Бирлик» Республики Казахстан «За сближение национальных культур и дружественных отношений между народами, укрепление гражданского мира и согласия».

## Культурно-историческое значение
Знаменитый кинорежиссёр и актёр Андрей Смирнов считает: « Это удивительное событие для страны, где провинциальные настойчиво насаждают забвение, рассказывают о том, как прекрасен был Советский Союз… Масштаб работы, которую мы увидели, мне кажется, огромен. Любой нормальный человек не сдерживает поток слез, который вызывает эта картина. И это слезы от сознания её великой правды.» «Ее нельзя разбирать, как разбирают критики художественное произведение. Мешают слезы. Мешает причастность к истории всякого зрителя, родившегося и прожившего жизнь в этой стране, имеющего совесть, умеющего не только думать, но и чувствовать. И в этом смысле следует говорить о художественном фильме „Дольше жизни“ не только как о высказывании, но и как о гражданском поступке.»
Многие придерживаются мнения, что этот фильм не дает нам стать «манкуртами», людьми, не имеющих никаких корней, не помнящих свою родину.
Фильм поднимает те документы, о которых никто бы никогда не узнал. рассказывает о судьбах людей, которые отражают историю всей страны. Он осветил то, что осталось бы за кадрами истории. Многие считают, что эта работа — художественный поступок, который показывает через лица людей другую Россию.
Инна Чурикова, народная артистка СССР, тоже высказалась о значимости картины: — «Пусть это не прозвучит слишком пафосно, но в моем понимании, этот фильм Беды нашего успокоения, привычки жить раздельно, когда каждый сам по себе, в своей семье. И мы сидим, телевизор смотрим, который и смотреть-то не надо. Как-то мы мирно обосновались, а между тем звонит колокол, потому что беда продолжается. Ваша картина объединяет нас и заставляет жить болью другого. Спасибо вам. подвиг. Его авторы вышли и стали бить в колокол беды.»
Галина Аксенова-Смехова (искусствовед, внучка узницы АЛЖИРа) — «Молодые авторы Дарья Виолина и Сергей Павловский совершили очень важный поступок- сделали документальный фильм „Дольше жизни“ об АЛЖИРе (Акмолинском лагере жен изменников Родины). Даша не могла не снять этот фильм, потому что он- это „пепел Клааса“. Дашина бабушка прошла страшный АЛЖИР и выжила. И y меня 33-летняя бабушка, навсегда осталась в казахской земле. Посмотрите фильм „Дольше жизни“, и это будет вашим вкладом в день поминовения жертв сталинских репрессий.»
Константин Ремчуков (владелец и главный редактор «Независимой газеты») — «Спасибо за этот фильм. Вы даже не понимаете, ЧТО вы сделали и как это действует. Мы усадили свою 23-летнюю дочь перед экраном ТВ. И мы впервые видели, чтобы наша дочь плакала при просмотре документального кино. И сегодня мы можем сказать, что наша дочь знает и понимает то время и историю. Как минимум одного человека вы сформировали своим фильмом.»

## Критика
Фильм осуждают в первую очередь за идеологический аспект.
Число россиян, ничего не знающих о «большом терроре» и нежелающих знать, растет с каждым годом. Всего 39 процентов жителей нашей страны осуждают сталинские репрессии. Хотя ещё год назад этой позиции придерживалось больше половины населения. Об этом свидетельствуют данные опроса «Левада-центра».
Многие объясняют сталинские репрессии «политической необходимостью». Треть опрошенных считает, что «цель оправдывает средства» и готовы допустить человеческие жертвы ради тех результатов, каких добились в годы правления Сталина… Согласно январскому опросу «Левада-центра», с «восхищением», «уважением» и «симпатией» к Сталину относятся до 46 процентов россиян.
Не надо ворошить прошлое. Зачем вспоминать то, что прошло. Нет ничего плохого в том, чтобы закрыть глаза на неправильные страницы истории нашей страны. Правильно рассматривать победы, а не падения. Этот фильм однобоко рассматривает данную проблему.